# Italo Petriccione
Italo Daniele Petriccione (* 1958 in Mailand, Italien) ist ein italienischer Kameramann.

## Leben
Italo Petriccione ist ein mehrfach preisgekrönter italienischer Kameramann, der während seiner über drei Jahrzehnte dauernden Karriere unter anderem mit Regisseuren wie Gabriele Salvatores, Paolo Virzì und Leonardo Pieraccioni zusammenarbeitete. Er wurde bisher sechs Mal für sowohl für den David di Donatello als  auch für den Nastro d’Argento für die Beste Kamera nominiert, wobei er jeweils eine Auszeichnung beider Preise für die Literaturverfilmung Ich habe keine Angst erhielt.

## Filmografie (Auswahl)
- 1991: Mediterraneo
- 1995: Die schwarzen Löcher (I buchi neri)
- 1997: Nirvana
- 2003: Ich habe keine Angst (Io non ho paura)
- 2007: Gauner wider Willen (Mi fido di te)
- 2009: Die 1000-Euro-Generation (Generazione mille euro)
- 2013: Sibirische Erziehung (Educazione siberiana)
- 2019: Vincents Welt (Tutto il mio folle amore)
- 2024: Ein Zug voller Hoffnung (Il treno dei bambini)